# Maceración de la piel

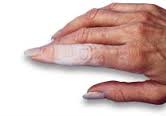
Maceración de la piel causa por vendaje.

La maceración se define como el ablandamiento y descomposición de la piel como resultado de la exposición prolongada a la humedad. Fue descrito por primera vez por Jean-Martin Charcot en 1877. La maceración es causada por líquido que permanece en contacto con la piel o la superficie de una herida durante períodos prolongados. 
La maceración a menudo ocurre cuando se aplica un vendaje oclusivo, desde un corte con papel en el dedo, hasta heridas mucho más grandes que requieren tratamiento profesional. También puede ocurrir maceración después de usar guantes de látex o de plástico no transpirables, que atrapan la humedad contra la piel. 
La maceración también ocurre durante el tratamiento de heridas ya que la piel debajo del vendaje se humedece debido a la transpiración, la orina u otros fluidos corporales. El exceso de humedad a veces se llama hiperhidratación. 
Las arrugas son la primera señal de que la piel está demasiado hidratada. Además, la piel macerada se vuelve extremadamente suave y adquiere un aspecto blanquecino. Sin embargo, esta piel blanca no debe confundirse con el aspecto pálido y blanquecino del nuevo tejido epitelial en una herida que esta sanando. 
Aunque la mayoría de la maceraciones se aclara rápidamente una vez que la piel se expone al aire fresco y se deja secar, a veces la piel que experimenta largos periodos de maceración es vulnerable a infección por hongos y bacterias. A medida que los organismos oportunistas afectan el área, puede causar picazón o desarrollar un mal olor. 